# 발더스 게이트: 다크 얼라이언스 II
《발더스 게이트: 다크 얼라이언스 II》는 블랙 아일 스튜디오스가 개발하고 인터플레이 엔터테인먼트가 배급한 2004년 핵 앤드 슬래시 액션 롤플레잉 게임이다. 《발더스 게이트》 시리즈 외전 《발더스 게이트: 다크 얼라이언스 (2001)》의 후속작으로 플레이스테이션 2 및 엑스박스 플랫폼으로 개발됐다.
게임 내 세계관은 《던전 & 드래곤》 캠페인 세팅 '포가튼 렐름'에 기반했으며 게임플레이는 〈던전 & 드래곤 서드 에디션〉의 규칙을 따른다.
2022년 7월 20일, 리마스터판이 마이크로소프트 윈도우, macOS, 리눅스, 플레이스테이션 4, 플레이스테이션 5, 닌텐도 스위치, 엑스박스 원 및 엑스박스 시리즈 X/S로 출시됐다.

## 반응
《발더스 게이트: 다크 얼라이언스 II》는 출시 당시 리뷰 애그리게이터 웹사이트 메타크리틱에서 플레이스테이션 2판과 엑스박스판이 각각 78/100점, 77/100점을 기록해 "대체적으로 긍정적인 평가"를 받았다.

## 참조

### 내용주
1. ↑  영어: Baldur's Gate: Dark Alliance II